# Dendrectilla tremitensis
Dendrectilla tremitensis är en svampdjursart som beskrevs av Gustavo Pulitzer-Finali 1983. Dendrectilla tremitensis ingår i släktet Dendrectilla och familjen Chalinidae.
Artens utbredningsområde är Italien. Inga underarter finns listade i Catalogue of Life.